# Amtsgericht Gelsenkirchen-Buer

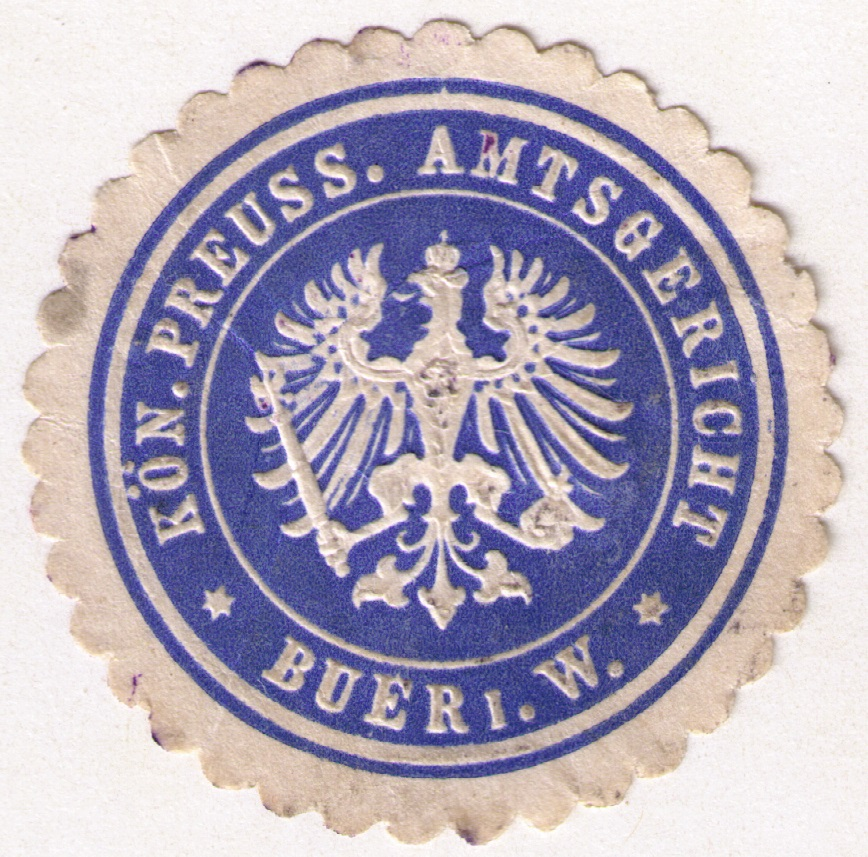
Siegelmarke des Königlich Preußischen Amtsgerichts Buer in Westfalen

Das Amtsgericht Gelsenkirchen-Buer war bis Ende 2015 eines von zwei Amtsgerichten in der kreisfreien Stadt Gelsenkirchen. Es hatte seinen Sitz im Zentrum der bis 1928 selbstständigen Stadt Buer in Westfalen, dem heutigen Gelsenkirchen-Buer.

## Geschichte

Amtsgericht Buer in Westfalen (erbaut 1904), im Hintergrund der Turm der Urbanuskirche.

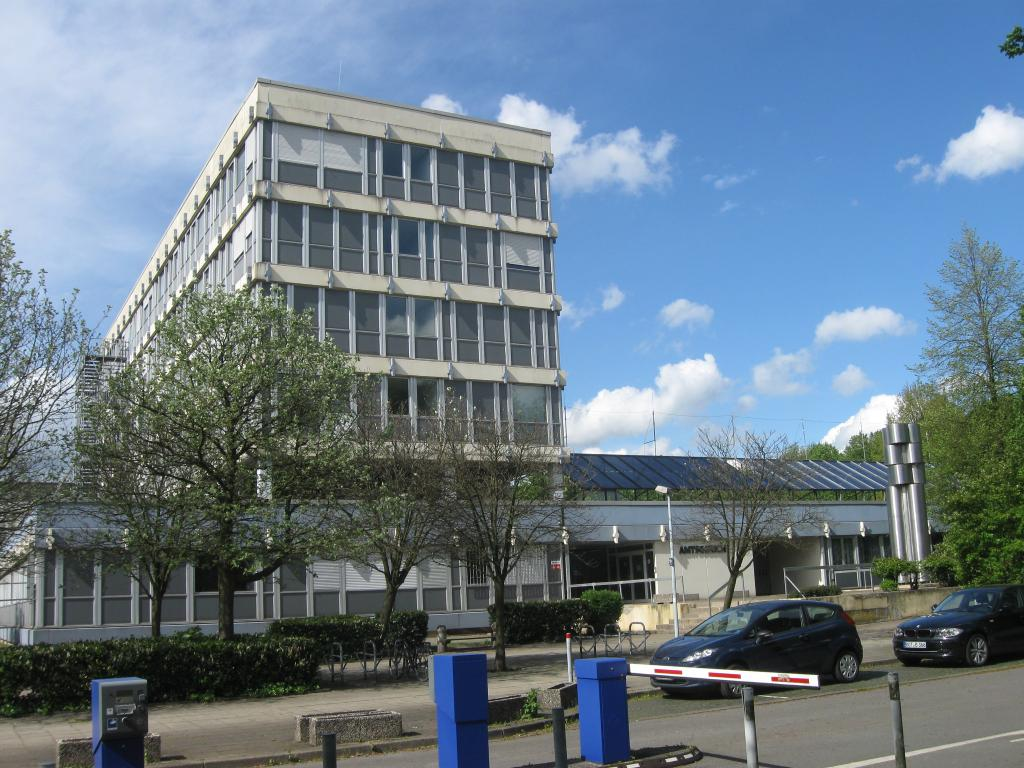
Letztes Dienstgebäude des ehemaligen Amtsgerichts Gelsenkirchen-Buer (1973–2015)

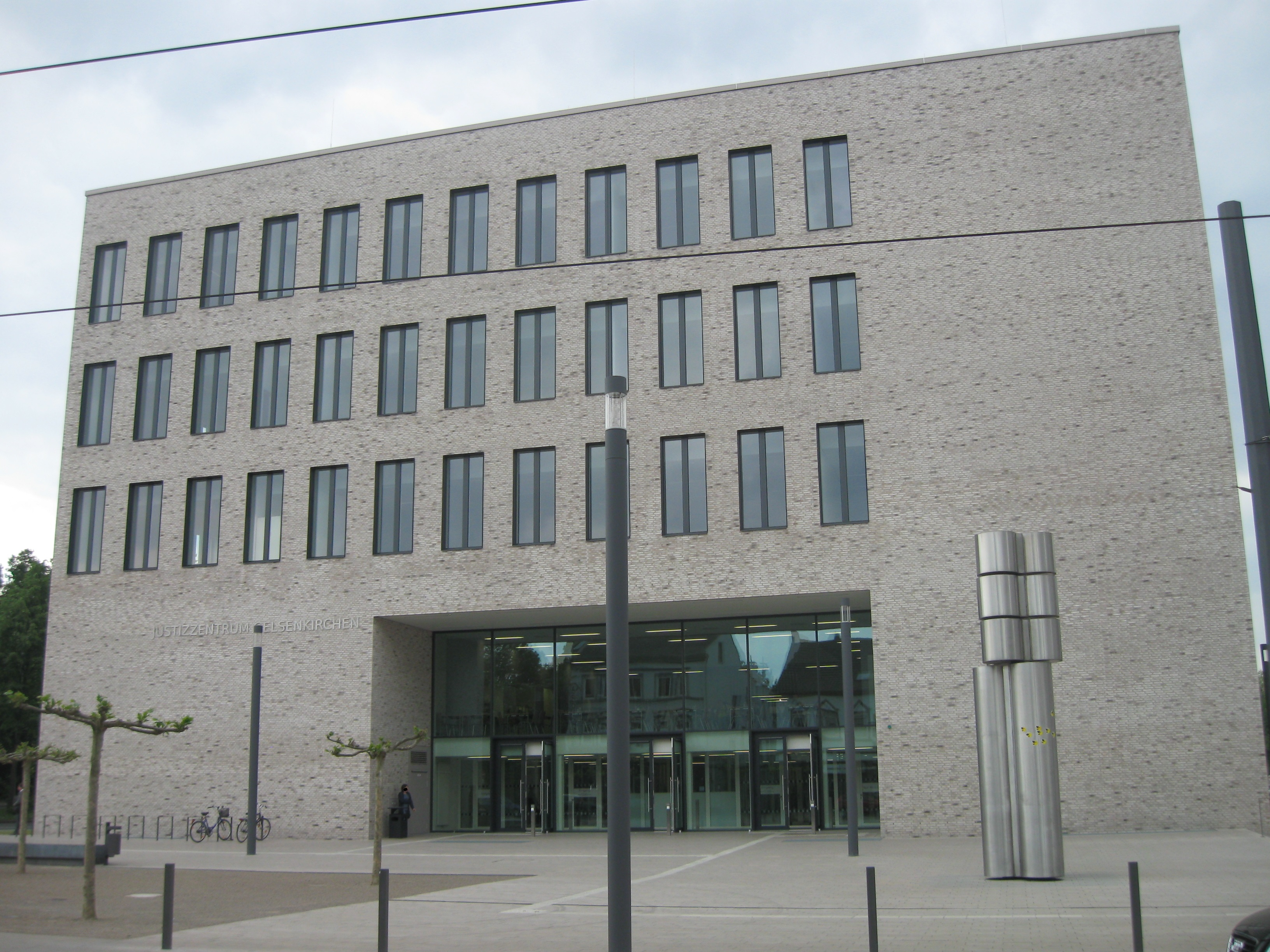
Das Justizzentrum Gelsenkirchen an der Bochumer Straße ist seit 2016 Sitz des vereinigten Amtsgerichts Gelsenkirchen. Die Skulptur von Günter Tollmann wurde von Buer an den neuen Standort im Süden der Stadt versetzt.

Das Gericht wurde 1879 als Königlich Preussisches Amtsgericht Buer i.W. im damaligen Kreis Recklinghausen errichtet. Es war ursprünglich für das Gebiet des Amts Buer zuständig und gehörte zunächst noch zum Bezirk des Landgerichts Münster. Zur ersten Belegschaft gehörten ein Richter, zwei Bürobeamte, ein Gerichtsvollzieher, ein Kanzleigehilfe und ein Gerichtsdiener, der auch als Gefängniswärter und Hauswart tätig war. Zum 3. April 1888 wurde Buer dem Landgericht Essen zugeordnet, das im Jahre 1883 seinen Betrieb im Gebäude am Essener Salzmarkt im III. Hagen aufgenommen hatte. Bis 1904 war das Amtsgericht im Haus Buer Nr. 126, dem Gebäude an der heutigen Hochstraße 66, untergebracht. Der Amtsgerichtsbezirk umfasste neben Buer und dem seit 1891 selbstständigen Amt Horst auch das Gebiet des 1885 aus dem Amt Buer ausgeschiedenen Amts Gladbeck und des seit 1911 selbstständigen Amts Westerholt. Von 1904 bis 1973 war das neu errichtete Gerichtsgebäude an der Westerholter Straße 7 Sitz der Behörde. Bereits 1908 verfügte das Gericht über zehn Richter. 1913 wurde das Amtsgericht Gladbeck gegründet und übernahm knapp 47.700 Gerichtseingesessene, während Buer für über 103.000 Einwohner in Buer, Horst und Westerholt zuständig blieb.
Nach dem Zusammenschluss von Buer, Horst und Gelsenkirchen zur Stadt Gelsenkirchen-Buer im Jahr 1928 bestand das Gericht zunächst unter der Bezeichnung Amtsgericht Buer fort (während sich die Stadt ab Mai 1930 nur noch Gelsenkirchen nannte). Aufgrund notorischer Platzprobleme begann schon früh die Suche nach Ausweichquartieren: Abteilungen des Gerichts waren zwischenzeitlich im Alten Krankenhaus an der Ostseite der Urbanuskirche und zwischen 1956 und 1968 in angemieteten Räumen des früheren Dom-Cafés untergebracht. Das Gericht blieb für das Gebiet der vormaligen Stadt Buer und Gemeinde Horst zuständig, nach der Einteilung Gelsenkirchens in Bezirke entsprach das den Stadtbezirken Gelsenkirchen-Nord, Gelsenkirchen-Ost und Gelsenkirchen-West. Auch das seit 1934 amtsfreie und 1939 zur Stadt erhobene Westerholt gehörte bis 1974 noch zum Bezirk des Amtsgerichts. Die Zuständigkeit für die südlichen Stadtbezirke Gelsenkirchen-Mitte und Gelsenkirchen-Süd lag bei dem ebenfalls 1879 errichteten Amtsgericht Gelsenkirchen.
Im Jahre 1968 begannen die Planungen für einen Neubau, die Grundsteinlegung für das neue Gebäude aus Glas, Stahl und Beton an der Goldbergstraße erfolgte im Mai 1971. Der moderne Bau, der über sechs Sitzungssäle, Vernehmungsräume und Räumlichkeiten für das Grundbuchamt verfügte, wurde 1973 bezogen. Das alte Buersche Gerichtsgebäude wurde im selben Jahr abgerissen. Im Zuge der kommunalen Neugliederung durch das Ruhrgebiet-Gesetz schied die bisherige Stadt Westerholt (die nunmehr Teil der Stadt Herten und des Amtsgerichtsbezirks Recklinghausen wurde) im Januar 1975 aus dem Amtsgerichtsbezirk aus. Das jetzt nur noch im Gelsenkirchener Stadtgebiet zuständige Gericht bekam seit dieser Zeit die Bezeichnung Amtsgericht Gelsenkirchen-Buer. Das Amtsgericht Gelsenkirchen-Buer beschäftigte zuletzt 14 Richterinnen und Richter (Stand 2008). Nach Aufhebung des Amtsgerichts zum Jahresende 2015 wurde auch das zuletzt genutzte Gerichtsgebäude abgerissen. An dem attraktiven Standort auf dem Goldberg entsteht ein Wohngebiet.
Das Gericht gehörte zum Landgerichtsbezirk Essen und unterstand damit dem Oberlandesgericht Hamm.

## Kunst am Bau
Vor dem Dienstgebäude an der Goldbergstraße 89 befand sich während des Bestehens des Amtsgerichts Gelsenkirchen-Buer eine aus beweglichen Stahlzylindern bestehende, stelenartige Mobile Plastik ohne Titel (1973) des Gelsenkirchener Bildhauers Günter Tollmann. Mit dem Umzug wurde diese Plastik im Januar 2016 vor das neue Justizzentrum im Gelsenkirchener Süden versetzt.

## Leitung
Letzter ordentlicher Amtsgerichtsdirektor war Bernd Wedig, der das Amt im Jahr 2010 übernahm und 2014 an das Amtsgericht Gladbeck wechselte. Nachdem die Auflösung des Amtsgerichts Gelsenkirchen-Buer seit 2011 beschlossen war, wurde nach Wedigs Weggang keine ordentliche Leitung mehr eingesetzt (kommissarische Behördenleiterin war zuletzt Nicola Brand). Wedigs Vorgängerin war die seit 1978 als erste Richterin überhaupt am Amtsgericht Gelsenkirchen-Buer tätige Irene Rezori, die 2001 als erste Frau und Nachfolgerin von Klaus Mettens zur Direktorin des Amtsgerichts aufstieg und anschließend bis 2015 das Amtsgericht Marl leitete.

## Aufhebung
Mit Fertigstellung des im Süden der Stadt am Gelsenkirchener Wissenschaftspark neu entstandenen Justizzentrums Gelsenkirchen wurden die beiden bisher im Gelsenkirchener Stadtgebiet bestehenden Amtsgerichte zusammengelegt; das Amtsgericht Gelsenkirchen-Buer wurde zum Jahreswechsel 2015/2016 aufgelöst. Zuständig für die Stadt Gelsenkirchen ist seitdem allein das Amtsgericht Gelsenkirchen. Der Umzug in das neue Justizzentrum Gelsenkirchen an der Bochumer Straße 79 fand planmäßig zum 18. Januar 2016 statt. Anträge konnten noch bis einschließlich zum 20. Januar 2016 im alten Dienstgebäude des ehemaligen Amtsgerichts Gelsenkirchen-Buer abgegeben werden, das für diese Übergangszeit als Nebenstelle des Amtsgerichts Gelsenkirchen fungierte. Der Sitzungsbetrieb wurde im Laufe des Monats Januar schrittweise verlagert und findet seit dem 27. Januar 2016 ausschließlich am neuen Standort statt.